# Nadine Velazquez
Nadine Velazquez (Chicago, 20 de novembro de 1978) é uma atriz e modelo americana, conhecida pela personagem Catalina na série My Name is Earl e Sofia Ruxin em The League.

## Início da vida
Velazquez nasceu em Chicago, Illinois. Ela é descendente de Porto Rico. Depois de se formar a partir de Notre Dame High School para Meninas, que ela ganhou um Bacharel em marketing pela Columbia College Chicago em 2001.

## Vida pessoal
Velazquez foi casada com o agente de talentos Marc Provissiero da Filadélfia, em 2005. Eles se divorciaram em 2011.

## Filmografia

### Cinema
| Ano  | Título                     | Papel                   | Notas          |
| ---- | -------------------------- | ----------------------- | -------------- |
| 2003 | Biker Boyz                 | Allison                 |                |
| 2004 | Blast                      | Luna                    |                |
| 2004 | The Last Ride              | JJ Cruz                 | Telefilme      |
| 2005 | Hollywood Vice             | Marla Flynt             | Telefilme      |
| 2005 | The House of the Dead 2    | Rodriguez               | Telefilme      |
| 2005 | Sueño                      | Claudia                 |                |
| 2007 | Kings of South Beach       | Olivia Palacios         | Telefilme      |
| 2007 | War                        | Maria                   |                |
| 2008 | Husband for Hire           | Lola                    | Telefilme      |
| 2009 | A Day in the Life          | Agente Especial Natasha |                |
| 2009 | All's Faire in Love        | Mathilda                |                |
| 2010 | Byron                      | Jessica                 | Curta-metragem |
| 2012 | Guitar Face                | Ana Lucia               | Curta-metragem |
| 2012 | Flight                     | Katerina Marquez        |                |
| 2013 | Snitch                     | Analisa                 |                |
| 2014 | Aztec Warrior              | Lisa                    |                |
| 2015 | Discarnate                 |                         |                |
| 2015 | Win, Lose or Love          | Nancy Gander            | Telefilme      |
| 2016 | Ride Along 2               | Tasha                   |                |
| 2016 | Love Is a Four-Letter Word | Rebecca                 | Telefilme      |

### Televisão
| Ano       | Título                     | Palpel           | Notas                                 |
| --------- | -------------------------- | ---------------- | ------------------------------------- |
| 2003      | The Bold and the Beautiful | Anna             |                                       |
| 2004      | Entourage                  | Janeen           | Episódio: "New York"                  |
| 2005      | Las Vegas                  | Myra Gonzalez    | Episódio: "Mothwoman"                 |
| 2005–2009 | My Name Is Earl            | Catalina Aruca   | 96 episódios                          |
| 2009      | CSI: NY                    | Marcia Vasquez   | Episódio: "Dead Reckoning"            |
| 2009      | Gary Unmarried             | Sophia           | Episódio: "Gary and Allison's Friend" |
| 2009–2015 | The League                 | Sofia            | 26 episódios                          |
| 2010      | Scrubs                     | Nicole           | Episódio: "Our True Lies"             |
| 2010      | CSI: Miami                 | Sarah Walker     | Episódio: "Sudden Death"              |
| 2010      | Hawaii Five-0              | Linda Leon       | Episódio: "Ko'olauloa"                |
| 2011      | Charlie's Angels           | Gloria Martinez  | Episódio: "Angel with a Broken Wing"  |
| 2011–2012 | Hart of Dixie              | Didi Ruano       | 6 episódios                           |
| 2013      | Raising Hope               | Valentina        | Episódio: "Making the Band"           |
| 2013      | Arrested Development       | Rosalita         | Episódio: "It Gets Better"            |
| 2013–2014 | Real Husbands of Hollywood | Ela mesma        | 5 Episódios                           |
| 2013–2015 | Major Crimes               | D.D.A. Emma Rios | 17 episódios                          |
| 2014      | Killer Women               | Martina Alvarez  | Episódio: "La Sicaria"                |